# تحول طلائي - لحمي متوسط
الانتقال الظهاري-الوسيطة (EMT) هو عملية تفقد فيها الخلايا الظهارية قطبيتها الخلوية وتصاقها للخلايا ، وتكتسب خصائص مهاجرة وغزوية لتصبح خلايا جذعية الوسيطة. هذه هي خلايا انسجة متعددة القوة يمكن أن تفرق في مجموعة متنوعة من أنواع الخلايا. EMT ضروري للعديد من العمليات التنموية بما في ذلك تكوين الأديم المتوسط وتشكيل الأنبوب العصبي. وقد ثبت أن EMT يحدث أيضًا في التئام الجروح ، في تليف الأعضاء وفي بدء النقيلة في تطور السرطان
تم التعرف على الانتقال الظهاري-الوسيطة لأول مرة كميزة للتكوين الجنيني بواسطة بيتي هاي في الثمانينيات.
يعد هو و عملته العكسية ،  (انتقال اللحمة الظهارية المتوسطة) أمرًا بالغ الأهمية لتطوير العديد من الأنسجة والأعضاء في الجنين النامي ، والعديد من الأحداث الجنينية مثل المعدة ، تكوين قمة العصب ، تكوين صمام القلب ، تطور الحنك الثانوي ، وتطور عضلي . تختلف الخلايا الظهارية والوسيطة في النمط الظاهري وكذلك الوظيفة ، على الرغم من أن كلاهما يشتركان في اللدونة المتأصلة.
ترتبط الخلايا الظهارية ارتباطًا وثيقًا ببعضها البعض من خلال الوصلات الضيقة ، وتقاطعات الفجوات وتقاطعات الالتصاق ، ولها قطبية قاعدية قاعدية ، واستقطاب الأكتين الهيكل الخلوي وترتبط بصفيحة قاعدية على سطحها القاعدي. من ناحية أخرى ، تفتقر خلايا اللحمة المتوسطة إلى هذا الاستقطاب ، ولديها مورفولوجيا على شكل مغزل وتتفاعل مع بعضها البعض فقط من خلال النقاط البؤرية. تعبر الخلايا الظهارية عن مستويات عالية من خلايا عائلة الكادهرين  ، في حين تعبر خلايا اللحمة المتوسطة عن تلك الموجودة في الفبرونيكتين وفيمنيتن و الخلايا من عائلة الكاديهرين . وبالتالي ، يستلزمه تغييرات مورفولوجية ونمطية عميقة في الخلية.
بناءً على السياق البيولوجي ، تم تصنيفه إلى 3 أنواع:
(النوع الأول) النمائية
(النوع الثاني) التليف وشفاء الجروح
(النوع الثالث) السرطان
بعد المرحلة الأولى من تكوين الجنين ، يرتبط زرع الجنين وبدء تكوين المشيمة بـ EMT. تخضع خلايا الاديم الظاهري الغاذي  لخلايا EMT لتسهيل غزو بطانة الرحم ووضع المشيمة المناسبة ، مما يتيح تبادل المغذيات والغازات إلى الجنين. في وقت لاحق في تكوين الجنين ، أثناء المعدة ، يسمح EMT للخلايا بالدخول إلى منطقة معينة من الجنين - الخط البدائي في السلوي ، والخدود البطني في ذبابة الفاكهة. تعبر الخلايا في هذا النسيج عن قطبية E-cadherin وقطبية قاعدية قمية. نظرًا لأن عملية الطهي هي عملية سريعة جدًا ، يتم كبح خلايا الكادهرين نسبيًا عن طريق Twist و SNAI1 (المعروف باسم الحلزون) ، وعلى مستوى البروتين بواسطة البروتين المتفاعل P38. الخط البدائي ، من خلال الغزو ، يولد كذلك الوسيطة الأديم المتوسط ، التي تنفصل لتشكيل الأديم المتوسط والأديم الباطن ، مرة أخرى من خلال EMT. تشارك خلايا اللحمة المتوسطة من الخط البدائي أيضًا في تكوين العديد من الأعضاء الظهارية الجلدية المتوسطة ، مثل notochord وكذلك الجسيدات ، من خلال عكس EMT ، أي انتقال اللحمة الظهارية المتوسطة. يشكل امفيوكوس أنبوبًا عصبيًا ظهاريًا و الحبا الظهري المستبطن ظهريًا ولكن ليس لديه إمكانات EMT للخط البدائي. في الوتر العالي ، ينشأ الوسيطة من الخط البدائي يهاجر أماميًا لتشكيل الجسيدات والمشاركة مع الوسيطة العصبية في تكوين الأديم المتوسط للقلب